# Handspring
Handspring was tussen 1998 en 2003 een fabrikant van handheld computers of pda's met het PalmOS-besturingssysteem. Het bedrijf maakte in deze periode twee productlijnen: de kleurige Handspring Visor, bedoeld voor de consumentenmarkt, en de Handspring Treo, een combinatie van pda en mobiele telefoon. Uitzondering hierop is de Treo 90, die geen geïntegreerde telefoon heeft. Beide productlijnen waren verkrijgbaar in verschillende modellen, zoals de Visor Deluxe, Visor Platinum, Visor Edge, Treo 180, Treo 300 en Treo 600. Eind 2003 fuseerde Handspring met Palm, Inc. en ontstond het nieuwe bedrijf palmOne.
Handspring werd opgericht door Jeff Hawkins, Donna Dubinsky en Ed Colligan. Deze drie mensen waren vanaf het begin bij Palm Computing betrokken (Hawkins was zelfs de oprichter). Nadat 3Com het bedrijf had overgenomen, namen ze alle drie ontslag omdat ze het oneens waren met de heersende bedrijfscultuur en het gebrek aan zeggenschap. 
De eerste producten verschenen op 14 september 1999: de Visor Solo en de Visor Deluxe. Meest bijzondere waren de vrolijke kleuren en de innovatieve uitbreidingspoort: de Springport. Hierin konden Springboard-modules worden geschoven, zoals een modem, telefoonmodule, afstandsbediening voor de televisie, MP3-speler, digitale camera, barcodescanner of extra geheugen. Dit werkte volgens het plug and play-principe: meteen na het inschuiven van de module kon deze worden gebruikt. Er hoefden geen extra drivers geïnstalleerd te worden.
Handspring onderscheidde zich ook door een USB-synchronisatiekabel mee te leveren, waardoor ze zowel geschikt waren voor Windows- als Mac-gebruikers. Bij andere pda's moesten Mac-bezitters nog een aparte USB-kabel aanschaffen.
In 2002 verscheen de Handspring Treo, een pda met geïntegreerde mobiele telefoon. Ook dit was erg vernieuwend, want dergelijke pda's bestonden nog niet. Er waren twee uitvoeringen: de Treo 180 (met toetsenbordje) en de Treo 180g (zonder toetsenbordje). Later dat jaar verscheen ook de Treo 270, met kleurenscherm. In 2003 volgden nog de Treo 300 (alleen voor de Amerikaanse markt), de Treo 90 (een instapmodel zonder telefoon) en de Treo 600. Dit laatste model zal pas in 2004 op de Nederlandse markt beschikbaar zijn.
In 2003 kondigden Handspring en Palm, Inc een fusie aan en verder te gaan onder de naam palmOne. Het laatst ontwikkelde apparaat, de Treo 600, is nog wel door Handspring ontwikkeld, maar zal door palmOne op de markt worden gebracht.